# Ashley Henry
Ashley Henry (* November 1991 in South London) ist ein britischer Jazzmusiker (Piano, Komposition), der als „eines der größten Jazztalente Großbrianniens“ gilt.

## Wirken
Henry, dessen musikalische Interessen breit gefächert sind, studierte an der Royal Academy of Music. Nach dem Abschluss 2016 trat er mit Jason Marsalis, Terence Blanchard, Jean Toussaint auf sowie auf dem International Piano Trio Festival mit Robert Glasper. Im selben Jahr war er Finalist bei der Unisia International Piano Competition in Südafrika.
Nach zwei EPs erschien 2019 Henrys Debütalbum Beautiful Vinyl Hunter, das aufgrund seiner Vielfältigkeit von der Kritik stark beachtet wurde; der NDR stellte es als „Jazzalbum der Woche“ vor. Daneben ist er auf Alben von Zara McFarlane und Makaya McCraven (Universal Beings, 2018) zu hören.

## Diskographische Hinweise
- Beautiful Vinyl Hunter (Sony Records 2019, mit Binker Golding, Dan Casimir, Eddie Hick, Ernesto Marichales, sowie Judi Jackson, Milton Suggs, MC Sparkz, Theo Croker, Jaimie Branch, Keyon Harrold, Luke Flowers und Makaya McCraven)